# Buckhurst Hill
Buckhurst Hill est une ville anglaise située dans le comté de Essex, au Royaume-Uni. En 2011, sa population était de 11 380 habitants.

## Personnalités liées à la ville
- Mark Wright (1989-), personnalité de télévision anglaise, journaliste de divertissement et ancien footballeur, y est né.